# Tintinídeo
Os ciliados tintinídeos habitam o plâncton dulcícola, estuarino e marinho, pertencentes ao chamado protozooplâncton. Estes protozoários variam em média entre 20 µm a 200 µm e pela sua classe de tamanho são considerados representantes do microplâncton. Os tintinídeos habitam o interior de uma lórica ou concha de origem proteica, secretada pelo próprio ciliado. Esta pode ser considerada hialina quando apresenta aspecto translúcido, ou aglutinada, quando esta aglutina materiais de origem orgânica e inorgânica provenientes do meio exterior. Esta ainda pode apresentar seu exterior ornamentações, espinhos ou ainda fenestras. Os tintinídeos predam ativamente nano e picoplâncton, servido de presa para microcrustáceos e larvas de peixes integrando a chamada alça microbiana.Estes têm sido definidos como organismos ideais para traçar mudanças na composição das comunidades microzooplanctônica.